# Marianismo

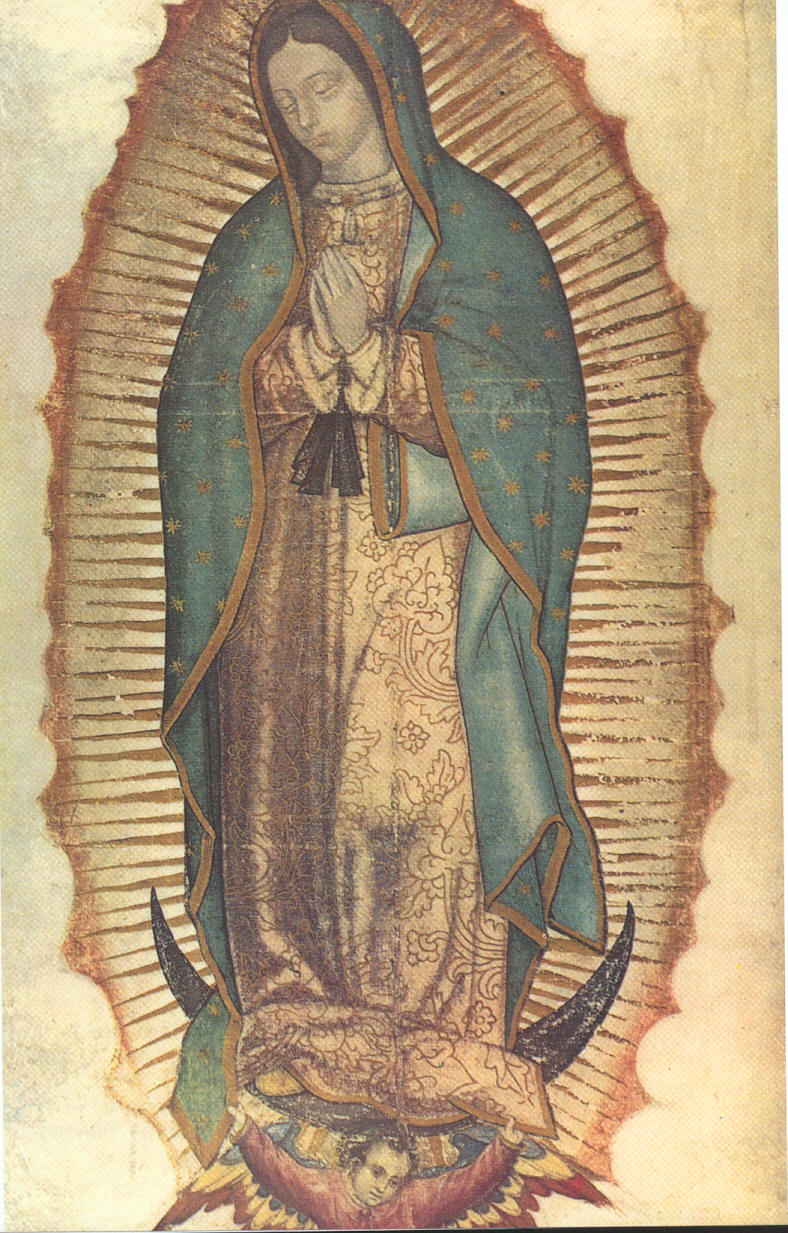
Wizerunek Matki Bożej z Guadalupe, mającej być zgodnie z koncepcją Marianismo wzorem i ideałem kobiecości.

Marianismo – koncepcja kobiecości w kulturach latynoamerykańskich.

## Początek
Termin pojawia się po raz pierwszy w eseju Evelyn Stevens Marianismo. The Other Face of Machismo in Latin America z 1973 r. Tam pada definicja marianismo jako kultu kobiecej wyższości duchowej, który pokazuje, że kobiety są półboskimi istotami, górującymi moralnie nad mężczyznami i silniejszymi od nich duchowo. W opinii Stevens marianismo jest:
- komplementarne z machismo,
- oparte na ideale maryjnym (Matka Boża z Guadalupe),
- ideologią kompensacyjną (duchowa siła czerpana z sytuacji podległości kobiet).

## Rozwój pojęcia
W latach 90. XX wieku w studiach latynoamerykańskich nastąpił rozwój zainteresowania sytuacją kobiet; marianismo stało się nieomal uniwersalnym modelem zachowania kobiet w Ameryce Łacińskiej.
Zostało skrytykowane przez amerykańskie gender studies jako generalizacja doświadczenia kobiet. Mimo braku zainteresowania ze strony badaczek latynoamerykańskich Sonia Montecino w 1991 uznała marianismo za, poniekąd, mit założycielski.

## Krytyka pojęcia Marysy Navarro
Marysa Navarro w 2002 dokonała analizy i krytyki marianismo według Stevens jako koncepcji homogenizującej i opartej jedynie na grupie badawczej Meksykanek z klasy średniej z pominięciem zróżnicowania kulturowego Ameryki Łacińskiej.
Zarzuty Navarro wobec Stevens:
1. brak badań własnych dot. tego tematu,
2. brak dialogu z wcześniejszymi pracami latynoamerykanistów,
3. pominięcie zachodzących zmian społecznych,
4. rozciągnięcie wniosków z wąskiej grupy badanej na całe społeczności,
5. wykorzystanie opozycji machismo i hembrismo, przy pominięciu heterogeniczności kulturowej Ameryki Łacińskiej.